# Лубенский городской совет
Лубенский городской совет (укр. Лубенська міська рада) — входит в состав
Полтавской области
Украины.
Административный центр городского совета находится в Лубны.

## Населённые пункты совета
- Лубны